# Derek Riggs
Derek Riggs (Portsmouth, 13 febbraio 1958) è un illustratore inglese, noto soprattutto per aver creato Eddie, la mascotte del gruppo musicale heavy metal britannico Iron Maiden e per aver disegnato tutte le copertine dei loro album fino al 1990.
Riggs ha realizzato copertine anche per i gruppi musicali Gamma Ray e Stratovarius. Nel 1995 ha realizzato per la Macsoft la grafica del famoso gioco di ruolo per Macintosh Odyssey. Riggs ha collaborato nuovamente con gli Iron Maiden nel 2000, quando disegnò la copertina per l'album del rientro in formazione di Bruce Dickinson e Adrian Smith Brave New World e nel 2008 per la raccolta Somewhere Back in Time: The Best of 1980-1989.